# Augustin Alphonse Marty
Pour les articles homonymes, voir Marty.
Augustin-Alphonse Marty  né 28 mai 1862 à Conques (Aveyron), mort le 21 septembre 1940 à Rodez (Aveyron), à l’âge de 78 ans, était un haut fonctionnaire, inspecteur général des PTT, réformateur de la Poste aux Armées. 

## Biographie familiale
Père : Augustin Marty, né le 25 juillet 1818 à Saint-Cyprien-sur-Dourdou ancien militaire de la conquête de l'Algérie, blessé au bras droit il est nommé Facteur rural à Conques ,  mort le 22 février 1903 à Conques  à l’âge de 84 ans.
Mère : Marie-Hortense Cadrieu, née le 28 novembre 1824 à Saint-Parthem, morte le 20 septembre 1898 à Conques  à l’âge de 73 ans
Ils eurent 8 enfants. Les 6 garçons furent fonctionnaires ou militaire. Augustin Alphonse est le sixième enfant.

## Carrière dans l'administration
Augustin Alphonse Marty commence à 18 ans une carrière aux PTT comme "surnuméraire" à Blois en 1880. Il est affecté successivement à Beauvais, Bordeaux, Paris et Rouen.
En 1889 a intégré par concours la deuxième promotion de l'École professionnelle supérieure des postes et télégraphes
Cette école deviendra en 1938 l'ENSPTT.
Il sort deuxième de sa promotion en 1891 ce qui lui permet d'occuper divers postes de responsabilité aux PTT. Sa carrière se déroule pour l'essentiel à Paris où il occupe des postes de direction au service postal, au matériel et au cabinet du ministre.
En 1906, il est promu inspecteur général des PTT, le plus haut grade de cette administration
Le 2 septembre 1914, il est nommé "ordonnateur secondaire du ministère du Commerce, de l’Industrie, des Postes et des Télégraphes", devenant le patron des Postes du camp retranché de Paris.
De 1919 à 1921, il est chargé des affaires des PTT au sein du commissariat général pour la réintégration de l’Alsace-Lorraine au sein de la République française dirigé par Alexandre Millerand : il y traite du statut des agents des PTT alsaciens-lorrains.
Deux ans avant sa retraite (1924), il publie ses mémoires professionnels et militaires détaillant sa réforme [Marty, A.-A., La Poste militaire en France (campagne 1914-1919), Paris, Eyrolles, 1922, 138 p.]. Cette même année de 1922, Il fait paraître dans la revue des Annales des PTT un article sur le désenclavement des campagnes par l'automobile introduite dans le service postal : il préfigure le service de la Poste automobile rurale qui fonctionnera en France du milieu des années 1920 aux années 1970.

## La réforme de la Poste aux armées
Alors que la guerre en aout 1914, le sujet de l'acheminement du courrier entre l'arrière et le front devient problématique avant la fin de l'été. Marty, qui s'est fait remarquer par sa pensée réformatrice, est extrait de l'administration civile en novembre pour être nommé payeur général des armées auprès du grand quartier général et de Jules Joffre. Il est à la tête d'une inspection générale technique de la Poste aux armées, qu'il est chargé de réorganiser. Ce service créé par Louvois au XVIIe siècle était peu efficace, malgré une réforme opérée pendant le premier Empire.
Le programme de la réforme est large. Augustin-Alphonse Marty sépare le traitement des lettres et paquets-poste depuis Paris vers le front à partir de deux sites (Paris-Louvre pour les lettres et Paris-Conservatoire, son annexe, pour les paquets), réorganise les modes d’acheminement dont celui des colis postaux (différents des paquets), introduit davantage de postiers dans la filière militaire, et met en application les décisions tarifaires facilitant les échanges de courrier. 
Il crée surtout les secteurs postaux dès le début de décembre qui sont une nouvelle forme d’adressage, indépendante des localisations géographiques des armées. Ce système  a le double avantage de préserver le nécessaire secret militaire et de s'adapter aux déplacement des troupes en campagne. 
La correspondance entre secteurs postaux et localisation géographique est géré de façon unique et centralisée à l’hôtel des Postes de Paris, l'efficacité du tri du courrier et des colis en est améliorée.
Ces réformes ont permis de traiter un considérable trafic postal jamais connu jusque-là.

## Distinctions
23 janvier 1906 : chevalier de la Légion d'Honneur
6 juin 1913 : officier de la Légion d'Honneur 
8 février 1919 : croix de guerre avec étoile de vermeil ;  "organisateur de premier ordre qui, depuis novembre 1914, a su à force de volonté et grâce à son expérience technique, assurer dans les conditions les plus difficiles, le fonctionnement d’un service particulièrement compliqué et important. A contribué de ce fait pour une large part à soutenir le moral des troupes pendant plus de 4 ans de guerre". 
8 novembre 1920 : commandeur de la Légion d'Honneur

## Évènement
Le 10 novembre 2017, La Poste émet un timbre-poste en hommage à Augustin-Alphonse Marty (Yvert n° 5190).